# Monoblepharis ovigera
Monoblepharis ovigera är en svampart som beskrevs av Lagerh. 1899. Monoblepharis ovigera ingår i släktet Monoblepharis och familjen Monoblepharidaceae.   Inga underarter finns listade i Catalogue of Life.